# Kojetice u Prahy (železniční zastávka)
Kojetice u Prahy jsou železniční zastávka a automatické hradlo (dříve také nákladiště a po jistou dobu i železniční stanice), která se nachází v jihozápadní části obce Kojetice v okrese Mělník. Zastávka leží v km 30,478 až 30,618 jednokolejné trati Praha–Turnov mezi stanicemi Měšice u Prahy a Neratovice.

## Historie
Zastávka s německým názvem Kojetitz byla zprovozněna 28. října 1872, tedy současně se zahájením provozu na trati z Prahy do Neratovic.
V letech 1889 až 1918 byla zastávka pojmenována Kojetic-Grossdorf, resp. Kojetitz-Grossdorf, česky Kojetice-Veliká Ves. Od 22. května 1937 se začalo používat označení Kojetice u Prahy. V letech 1939-1945 se používal dvojjazyčný název Kojetitz (b Prag) / Kojetice u Prahy.
Původně se jednalo o zastávku a nákladiště. Rostoucí provoz si však vyžádal přestavbu na stanici. Práce na rozšíření kolejiště a přístavbě nádražní budovy byly zahájeny na jaře 1914 a už 17. července téhož roku už byl zahájen provoz stanice. Ta měla dvě dopravní koleje, po roce 1918 byly dobudovány ještě další dvě.
28. května 1978 byla stanice degradována na zastávku, nákladiště a hlásku (či hradlo). Hláskař či hradlař kromě obsluhy světelných oddílových návěstidel obsluhoval rovněž mechanické závory, zajišťoval rovněž prodej jízdenek. Postupně byly vytrhány i koleje původní stanice, v roce 2001 byla zrušena zbývající kolej nákladiště, skončila rovněž služba dopravních zaměstnanců v důsledku zřízení automatického přejezdového a traťového zabezpečovacího zařízení. V zastávce zůstal pouze komerční zaměstnanec, který prodával jízdenky, ale už v roce 2005 byla zastávka zcela bez zaměstnanců a jízdenky se prodávaly ve vlaku.
Po roce 2009 přechodně využívalo bývalou staniční budovu jako své studio celoplošné Radio Dechovka.

## Popis zastávky
Zastávkou prochází jednolejná trať, u traťové koleje je vybudováno vnější jednostranná nástupiště. Nástupiště má délku 141 m, nástupní hrana je ve výšce 250 mm nad temenem kolejnice. Ještě v roce 2005 mělo nástupiště délku jen 90 m. Zastávka je vybavena osvětlením, které je ovládáno fotobuňkou.
U zastávky se v km 30,638 nachází přejezd P2665, který je vybaven světelným přejezdovým zabezpečovacím zařízením (PZZ) se závorami. Na tomto přejezdu trať kříží silnice III. třídy 0096/1, která spojuje Kojetice a Lobkovice.
Světelná oddílová návěstidla automatického hradla Kojetice u Prahy se nacházejí v km 30,630 (Lo) a 30,950 (So). Jedná se o automatické hradlo typu AH 88A, volnost trati je zjišťována pomocí kolejových obvodů a počítačů náprav. Návěstidla Lo a So jsou závislá na stavu PZZ přejezdů P2665 v km 30,638 a P2666 v km 30,942.